# إيكو كاوادا
إيكو كاوادا (11 سبتمبر 1955 - ) هي لاعبة كرة يد اليابان. شاركت في الألعاب الأولمبية الصيفية 1976.

## وصلات خارجية
- إيكو كاوادا على موقع أوليمبيديا (الإنجليزية)